# Бриальмон, Анри Алексис
Анри Алексис Бриальмон (фр. Henri Alexis Brialmont, 1821—1903) — бельгийский инженер-фортификатор.

## Биография
Анри Алексис Бриальмон родился 25 мая 1821 года в Магденберге (Венло), сын офицера наполеоновской армии и будущего военного министра Бельгии Матьё Бриальмона. В 1837 году Бриальмон поступил в Антверпенскую школу «Атеней», однако не закончив в ней полного курса поступил в Брюссельскую военную школу.
В 1843 году был выпущен в бельгийскую армию с первым офицерским чином, служил в инженерах крепости Льеж и по 1850 год состоял секретарём генерала Шазаля. В 1851—1852 годах был опубликован первый большой труд Бриальмона «Considérationspolitiques et militares sur la Belgique» («Политические и военные соображения о Бельгии»)
В 1855 году, вследствие неурядиц с начальством Льежской крепости, Бриальмон перешёл на службу в Генеральный штаб и был отправлен в командировку в Пруссию, для ознакомления с состоянием инженерного дела в германских крепостях. В 1856 году Бриальмон был награждён рыцарским крестом ордена Леопольда I.
В 1857 году Анри Алексис Бриальмон опубликовал биографию герцога Веллингтона, которая тут же была переведена на английский язык и пользовалась большим успехом в Великобритании. В том же году он составил свой первый большой проект по модернизации укреплений Антвепена и здесь он впервые в фортификации предложил использовать бронированные артиллерийские купола. В 1858 году российский генерал Тотлебен совершил поездку в Бельгию. Там ему было представлено несколько проектов новых укреплений Антверпена, причём имена авторов не были указаны. Тотлебен назвал наилучшим проектом работу Бриальмона, и этот проект было решено воплощать в жизнь. Работы начались в 1860 году и закончились в 1864 году. По завершении работ Тотлебен вновь посетил Антверпен и после осмотра укреплений сказал: «В общем же считаю постройки совершенными и нахожу, что исполнение всех этих работ было увенчано полным успехом».
В 1874 году Бриальмон был произведён в генерал-майоры, после чего назначен генерал-инспектором инженерных войск. В 1877 году получил чин генерал-лейтенанта.
В 1882 году Бриальмон опубликовал книгу «La situasion militaire de la Belgique» («Военное положение Бельгии»), в которой подверг жёсткой критике военные порядки Бельгии. За эту книгу Бриальмону правительством был объявлен выговор. В том же году Бриальмон, находясь в отпуске, по приглашению короля Карла совершил инспекционную поездку в Румынию и составил черновой проект фортов вокруг Бухареста. В следующем году он вновь поехал в Румынию, однако бельгийское правительство возмутилось, что эти поездки были совершены самовольно и без согласования с военным министерством, и 14 июля Бриальмон был оставлен за штатом без содержания с запрещением выезжать куда-либо из Брюсселя. Это вызвало в Бельгии всеобщее негодование, и после падения правительства Фрера Бриальмон был восстановлен в прежней должности.
С 1884 года он командовал войсками 1-го военного округа, в 1886 году назначен начальником Генерального штаба, причём на обоих постах он сохранял прежнюю должность генерал-инспектора инженерных войск.
В 1887 году Бриальмон отказался от должности начальника Генерального штаба и сосредоточился на составлении проектов перестройки крепостей Льеж и Намюра. Именно эти форты в 1914 году противостояли (см. Штурм Льежа, Осада Намюра) германской армии. Также Бриальмоном была спроектирована Чаталджинская укреплённая позиция в Европейской Турции, оказавшая значительное воздействие на ход Первой Балканской войны.
В 1892 году уволен в отставку. В том же году Бриальмон был избран депутатом бельгийского парламента.
Анри Алексис Бриальмон скончался 21 июля 1903 года в Сен-Жосс-тен-Ноде.

## Основные сочинения Бриальмона

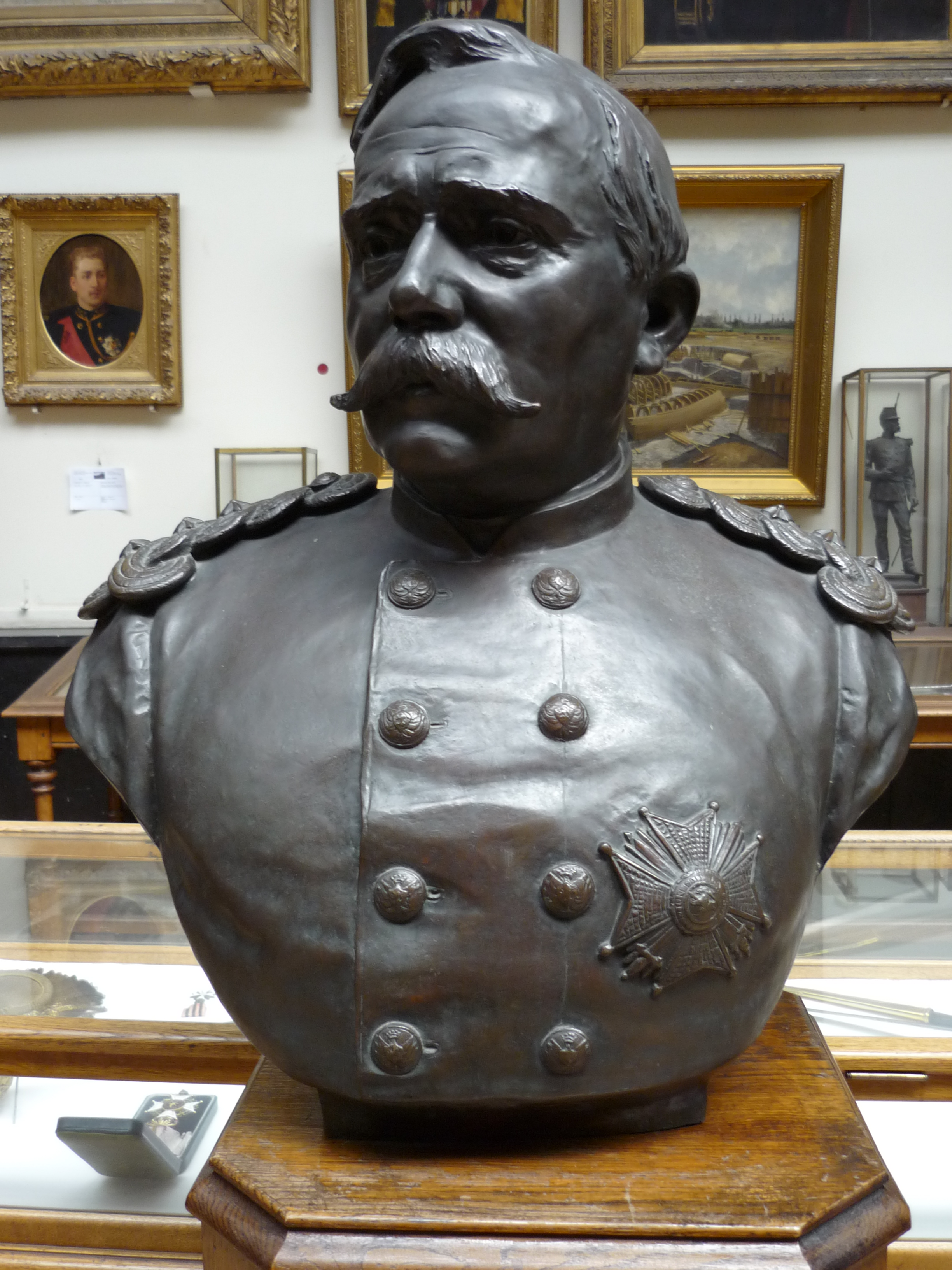
Бюст А. А. Бриальмона в Бельгийском Королевском музее военной истории и армии.

- «Considérationspolitiques et militares sur la Belgique» (3 volumes, 1851—1852. «Политические и военные соображения о Бельгии»)
- «Histoire du duc de Wellington» (3 volumes, 1856—1857. «История герцога Веллингтона»)
- «Étude sur la défense des États et sur la fortification». (3 volumes, 1863. «Оборона государств и фортификационные этюды»)
- «La guerre du Schleswig, envisagée au point de vue belge» (1864. «Шлезвигская война»)
- «Traité de fortification polygonale». (2 volumes, 1869. «Полигональная фортификация»)
- «La fortification à fossés secs». (2 volumes, 1872. «Фортификация с сухими рвами»)
- «La fortification improvisée, 2e édition, revue et augmentée» (1872. «Импровизированная фортификация»)
- «Étude sur la fortification des capitales et l’investissement des camps retranchés». (1873. «Укрепление столиц и обложение укреплённых лагерей»)
- «La fortification du champ de bataille». (1878. «Укреплённые позиции», написана по опыту русско-турецкой войны 1877—1878 годов)
- «Étude sur la formation de combat de l’infanterie, l’attaque et la défense des positions et des retranchements». (1880. «Исследование боевых порядков пехоты, атака и оборона позиций и укреплений», перевод на русский язык: СПб., тип. Френке и Фюсно, 1881)
- «La fortification du temps présent». (2 volumes, 1885. «Современная фортификация»)

Кроме указанной книги на русский язык были переведены несколько статей Бриальмона, которые печатались в специализированной военной периодике.